# Quebo
Quebo é uma vila localizada na região de Tombali, na Guiné-Bissau. A sua população é de cerca de 6.195 habitantes (2008 est).
Durante o período em que foi colonizada pelos portugueses, recebeu o nome de "Aldeia Formosa".